# The Collection/All That She Wants
The Collection (Alemanha, Espanha, Reino Unido) ou All That She Wants (Dinamarca) é uma compilação dos maiores sucessos da banda sueca Ace of Base. 

## Faixas
1. "All That She Wants"
2. "Voulez-Vous Danser"
3. "Young and Proud"
4. "Waiting For Magic"
5. "Happy Nation"
6. "Dancer In a Daydream"
7. "Edge of Heaven"
8. "Angel Eyes"
9. "Beautiful Life"
10. "My Déjà vu" (German album version)
11. "Lucky Love"
12. "Never Gonna Say I'm Sorry"
13. "Travel to Romantis"
14. "Cecilia"
15. "Cruel Summer"
16. "Tokyo Girl"
17. "Donnie"
18. "Everytime It Rains"